# Военная коллегия Верховного суда СССР
Вое́нная колле́гия Верхо́вного суда́ СССР (ВКВС) — союзный орган Верховного суда СССР, рассматривавший дела исключительной важности в отношении высшего начальствовавшего состава армии и флота (командир корпуса и выше), а также обвинявшихся в измене Родине и контрреволюционной деятельности. Также контролировала работу военных трибуналов. Располагалась в Москве в доме № 23 по Никольской улице (с 1935 года — улица 25 октября). Первым председателем Военной коллегии Верховного суда СССР был назначен Трифонов Валентин Андреевич. Он находился на этом посту с 30 ноября 1923 года по 2 февраля 1926 года. Официально утверждён в этой должности постановлением ЦИК СССР от 8 февраля 1924 года. С 1926 по 1948 год бессменным руководителем Военной коллегии был армвоенюрист (затем генерал-полковник юстиции) В. В. Ульрих. Позднее на этой должности находились А. А. Чепцов (1948—1957), В. В. Борисоглебский (1957—1964) и Н. Ф. Чистяков (1964—1971).
С 1975 по 1989 год Военную коллегию Верховного суда СССР возглавлял генерал-лейтенант юстиции Г. И. Бушуев. Под его руководством коллегией была начата работа по пересмотру неправосудных приговоров, вынесенных в 1930-х—1950-х годах, и реабилитации жертв сталинского режима.
Военная коллегия Верховного суда СССР существовала до 1991 года. Среди необычных и резонансных дел, рассмотренных коллегией, — дело Пауэрса — американского лётчика, сбитого под Свердловском 1 мая 1960 года, дело Валерия Саблина, советского офицера, из идейных соображений поднявшего бунт на военном корабле Балтфлота в 1975 году; громкие шпионские дела, среди которых — дело Пеньковского, дело Полякова, дело Попова и другие.
После 1991 года правопреемником стала Военная коллегия Верховного суда Российской Федерации.

## Деятельность в годыБольшого террора
В период с 1 октября 1936 года по 30 сентября 1938 года ВКВС вынесла приговоры к высшей мере наказания (расстрелу) в отношении 38 955 человек, к тюремному заключению — 5643 человек в 60 городах страны.

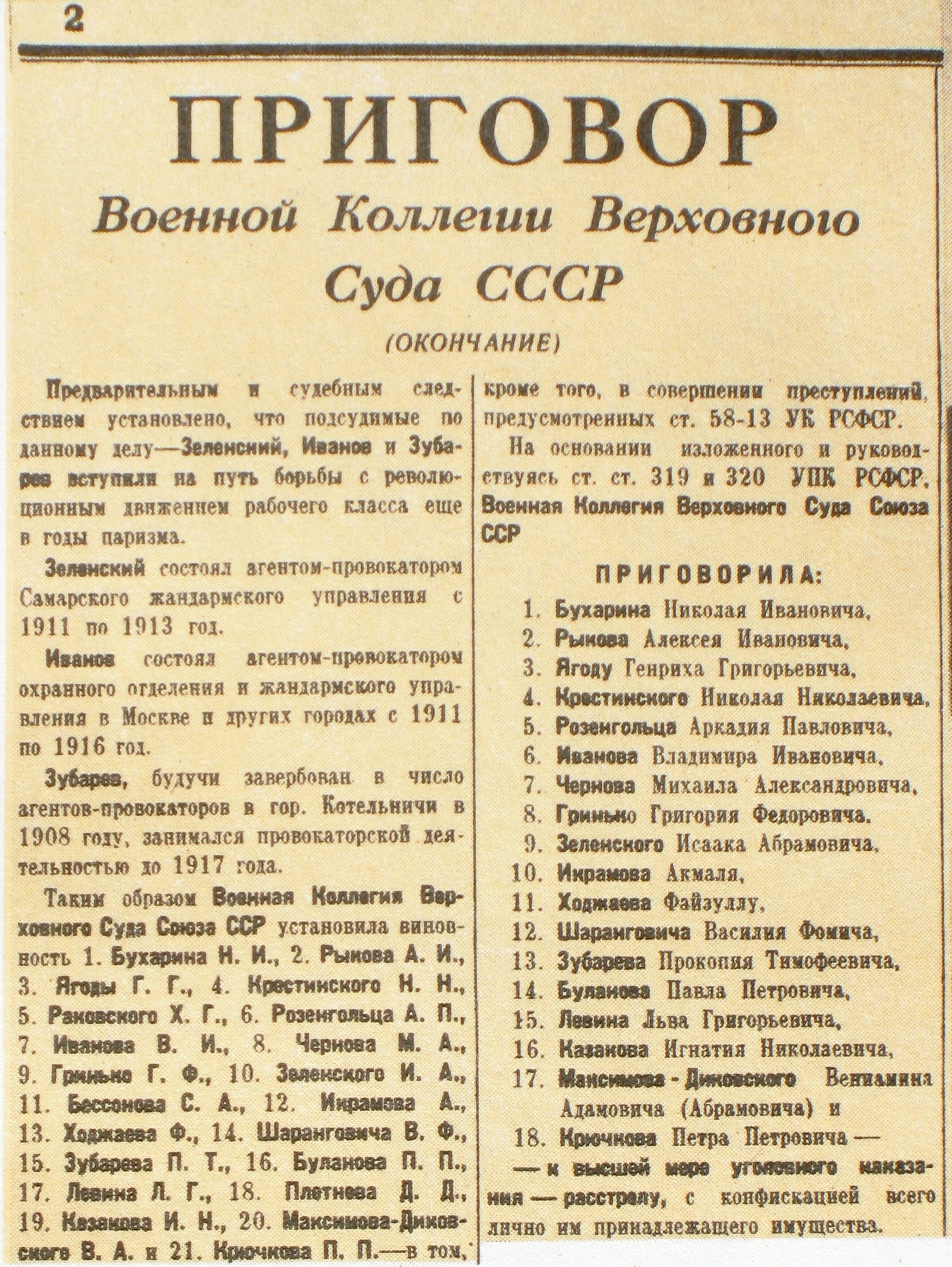
Приговор по делу Бухарина — Рыкова — Ягоды, 1938

В годы репрессий 1937—1938 годов Военная коллегия судила преступников из состава представителей советской номенклатуры, военных, инженеров, учёных, деятелей культуры и искусства, работников НКВД.
ВКВС рассматривала дела по известным показательным процессам.
Состав ВКВС Союза СССР в 1937—1938 годы:
Прeдсeдатель Военной коллегии Верховного суда Союза ССР Ульрих В. В., армвоенюрист, затем генерал-полковник юстиции.
Заместители председателя Военной коллегии Верховного суда Союза ССР:
- Матулевич И. О., корвоенюрист; затем — генерал-лейтенат юстиции
- Никитченко И. Т., диввоенюрист, затем — генерал-майор юстиции

Члены Военной коллегии:
- Алексеев Г. А., бригвоенюрист;
- Буканов В. В., военюрист 1 ранга;
- Голяков И. Т., диввоенюрист;
- Горячев А. Д., диввоенюрист;
- Детистов И. В., бригвоенюрист;
- Дмитриев Я. П., диввоенюрист;
- Дмитриев Л. Д., бригвоенюрист;
- Иевлев Б. И., диввоенюрист;
- Ждан С. Н., бригвоенюрист;
- Зарянов И. М., бригвоенюрист;
- Калашников С. М., бригвоенюрист;
- Камерон П. А., диввоенюрист;
- Кандыбин Д. Я., диввоенюрист;
- Каравайков Ф. Ф., бригвоенюрист;
- Китин И. Г., бригвоенюрист
- Климин Ф. А., бригвоенюрист;
- Колпаков В. А., диввоенюрист;
- Лернер М. Я., бригвоенюрист;
- Мазюк А. И., диввоенюрист;
- Марченко И. П. бригвоенюрист;
- Миляновский Б. В., диввоенюрист;
- Орлов А. М., корвоенюрист;
- Павленко, полковник юстиции;
- Плавнек Л. Я., корвоенюрист;

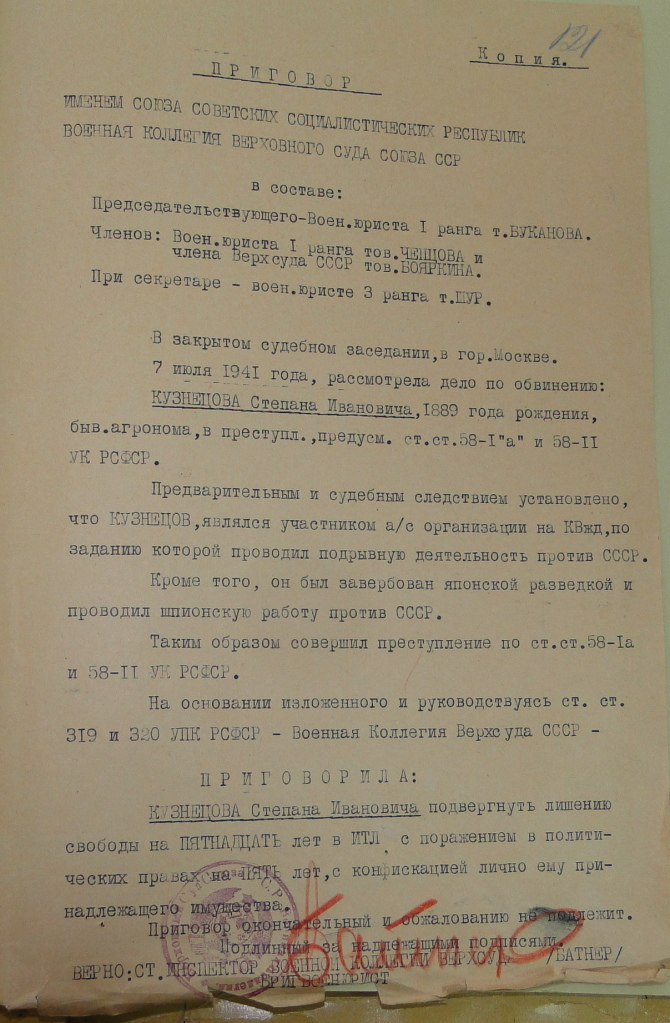
Приговор Военной коллегии Верховного суда Союза ССР 7 июля 1941 года

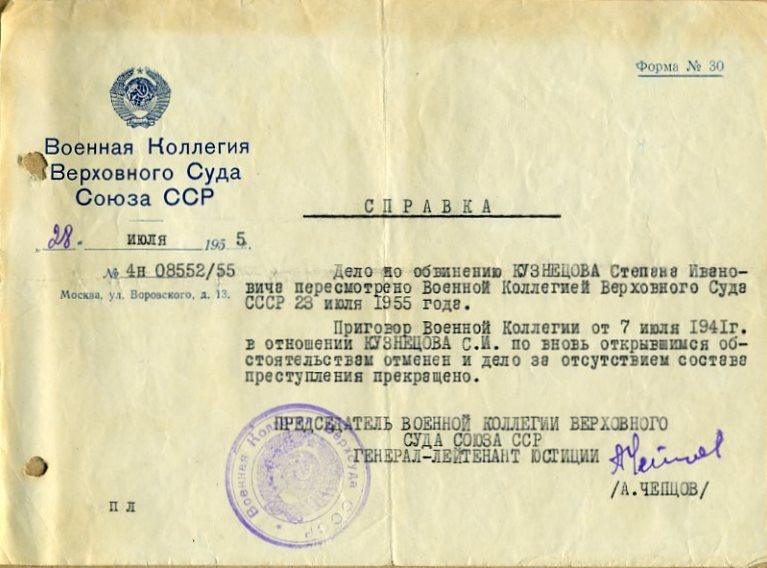
Справка о реабилитации, выданная Военной коллегией Верховного суда СССР 28 июля 1955 года

- Преображенцев С. В., бригвоенюрист;
- Романычев М. Г., бригвоенюрист;
- Рычков Н. М., диввоенюрист;
- Рутман Я. Я., бригвоенюрист;
- Стельмахович А. Д., бригвоенюрист;
- Стучек В., полковник юстиции;
- Суслин А. Г., диввоенюрист;
- Сюльдин В. В., бригвоенюрист;
- Тулин В. М., бригвоенюрист;
- Чепцов А. А., генерал-лейтенант юстиции.

Секретари коллегии:
- Батнер А. А., военюрист 1 ранга;
- Козлов, военюрист 2 ранга;
- Кондратьев И. П., военюрист 1 ранга;
- Костюшко А. Ф., военюрист 1-го ранга;
- Мазур А. С., младший военный юрист (в феврале 1940 года);
- Шур, военюрист 3-го ранга.

## Расстрелы

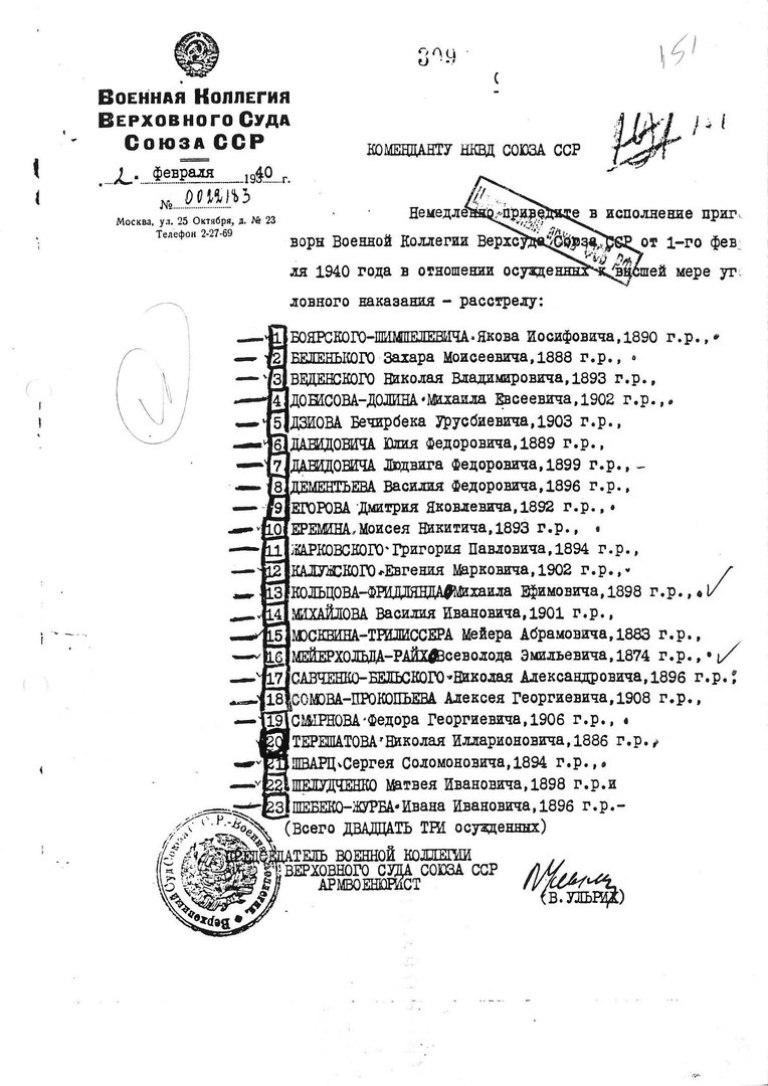
Предписание В. В. Ульриха о расстреле осуждённых. В списке Я. О. Боярский, М. Е. Кольцов, В. Э. Мейерхольд и другие

Приговорённых в Москве к ВМН расстреливали в день вынесения приговора в здании ВКВС. Тела казнённых захоранивались на территории полигона «Коммунарка» и Донского кладбища. Руководил расстрелами комендант НКВД В. М. Блохин.

## Жертвы
Среди жертв вынесенных расстрельных приговоров врагам народа были писатели И. Э. Бабель, И. И. Катаев, Б. А. Пильняк, режиссёр В. Э. Мейерхольд, маршалы М. Н. Тухачевский и А. И. Егоров, члены Политбюро Н. И. Бухарин, Г. Е. Зиновьев, Л. Б. Каменев и другие.

## Осуждение по спискам

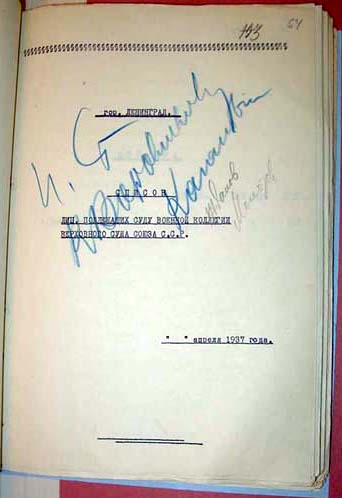
«Расстрельные списки» по Ленинграду (Список лиц, подлежащих суду Военной коллегии Верховного Суда Союза ССР). Подписи Сталина, Ворошилова, Кагановича, Жданова и Молотова. Апрель 1937 года. АП РФ, оп. 24, дело 409, лист 54

В 1937—1938 гг. приговоры ВКВС выносились в соответствии со списками, составленными органами НКВД и подписанными высшим руководством СССР. Списки содержали перечни лиц, которых планировалось осудить в ВКВС СССР с санкции И. В. Сталина и его ближайших соратников по Политбюро ЦК ВКП(б) к разным мерам наказания — в подавляющем большинстве — к расстрелу. Лица в списках делились на первую (ВМН), вторую (10 — 15 лет тюремного заключения или ИТЛ) и третью (5 — 8 лет ИТЛ) категории, в зависимости от планировавшейся меры наказания. Подписанные членами Политбюро списки передавались в ВКВС. Каждая категория отображала максимально допустимую меру наказания для отнесённого к ней лица.
Судебная процедура была упрощена до предела: слушание дела проходило без свидетелей и продолжалось в среднем 5-10 минут (в редких случаях до получаса). За это время трое судей должны были успеть «разъяснить подсудимому его права, огласить обвинительное заключение […] разъяснить сущность обвинения, выяснить отношение обвиняемого к „совершённым преступлениям“, выслушать его показания и последнее слово […] побывать в совещательной комнате, написать там приговор и, вернувшись в зал судебного заседания, объявить его…» Смертные приговоры подсудимым не объявлялись — они узнавали о своей судьбе непосредственно перед казнью. «Списочный» механизм осуждения в ВКВС также применялся и после 1938 г.
Обжалование приговоров было практически невозможно по причине секретности большинства дел.
Всего за предвоенные годы по спискам Политбюро ЦК было расстреляно 30-35 тысяч человек.

## Месторасположение
Военная коллегия Верховного суда СССР располагалась в Москве, на улице Никольская, д. 23. 
В 1980-е годы возникла идея создать в «Расстрельном доме» музей, в этот момент дом принадлежал военкомату. В 1990-е годы военкомат перевели, а дом продали, после этого здание принадлежало дочернему предприятию Банка Москвы, в 2011 году в ходе санации банка здание перешло в собственность ОАО Сибнефтегаз — дочерней компании Итера.
В 2006 году Москомнаследие присвоило статус вновь выявленного памятника культурного наследия дому на Никольской, 23.
В 2012 году, вопреки сопротивлению нового владельца — «Банка Москвы», вопреки отрицательной, явно заказной историко-культурной экспертизе дом стал памятником — объектом культурного наследия регионального значения. Переговоры с владельцем о создании в нём музея прервались после бегства главы «Банка Москвы», банк перешёл под управление ВТБ, тогда владельцем здания являлся ООО «Вереск». Предмет охраны, утверждён Мосгорнаследием в августе 2013 года. 15 июля 2016 г. Перовским районным судом города Москвы по материалам, направленным в суд Департаментом культурного наследия города Москвы, ООО «Вереск» признано виновным в совершении административного правонарушения и привлечено к ответственности в виде административного штрафа в размере 100 000 рублей.
В сентябре 2016 г. в СМИ появилась информация о том, что один из крупнейших поставщиков элитной парфюмерии, управляющий компанией Esterk Lux Parfum Владимир Давиди (новый собственник дома) намерен открыть в купленных им зданиях на Никольской улице, 19-21 и 23 так называемый «премиальный универмаг». Реставрационные работы до сих пор не начаты, дом пустует. Градостроительно-земельная комиссия города Москвы (ГЗК) 6 апреля 2017 года согласилась с оформлением документов для реставрации здания. В марте 2018 года согласован Акт государственной историко-культурной экспертизы проектной документации по сохранению и приспособлению для современного использования ОКН. Проект предусматривает перекрытие внутреннего двора и превращение его в «атриум», заглубление подвалов, пробивку новых дверных проёмов и т. п.